# Herbert Henzler
Herbert Erwin Albert Henzler (* 3. November 1941 in Plochingen) ist ein deutscher Unternehmensberater.

## Leben
Herbert A. Henzler studierte nach seiner Lehre zum Großhandelskaufmann bei der deutschen Shell AG Betriebswirtschaftslehre an der Fachhochschule Siegen, an der Universität des Saarlandes in Saarbrücken, an der Ludwig-Maximilians-Universität (LMU) in München und der University of California, Berkeley. Er promovierte 1970 in Statistik an der staatlichen, wirtschaftlichen Fakultät der LMU. Er gehörte zum ersten Jahrgang der Hochbegabtenförderung der Konrad-Adenauer-Stiftung. 1970 begann er als Unternehmensberater bei McKinsey & Company, wo er 1975 Partner wurde. 1978 wurde er zum Direktor gewählt. 1983 wurde er Mitglied des „Shareholders Committee“. 1985 wurde er Leiter der deutschen Büros. Von 1999 bis 2001 wurde Henzler „European Chairman“ von McKinsey & Company; 2001 verließ er das Unternehmen in seiner operativen Funktion.
1992 wurde Henzler Honorarprofessor für Strategie- und Organisationsberatung an der Ludwig-Maximilians-Universität München, an der er nach wie vor referiert. 2021 wurde er für sein Engagement und seinen Einsatz, für die Studierenden der Hochschule für Wirtschaft und Umwelt Nürtingen-Geislingen, zum Ehrensenator ernannt.
Im selben Jahr gründeten Henzler und Reinhold Messner eine Vereinigung für deutsche Spitzenmanager, die „Similauner“ (nach dem gleichnamigen Berg), für gemeinsame Bergtouren, Ski-Abfahrtsrennen und berufliche Vorträge.
Von 2004 bis 2009 war er Vorsitzender des Wissenschaftlich-Technischen Beirats der Bayerischen Staatsregierung (WTB), der das bayerische Kabinett in Fragen der Hochschul-, Bildungs-, Forschungs- und Technologiepolitik beriet. In der Zeit von 2006 bis 2014 leitete Henzler mehrere Regierungskommissionen der bayerischen Staatsregierung. Seit 2015 ist Henzler Berater der Bayerischen Staatsregierung zur Förderung von Gründerzentren, Netzwerkaktivitäten und Unternehmensgründungen im Bereich Digitalisierung.
Herbert Henzler ist in mehreren Aufsichtsräten und Beiratsfunktionen tätig, unter anderem, Xempus AG, Bauwert AG, Deutsche Poststiftung IZA.
Er war von 2002 bis 2012 Senior Advisor to the Chairman der Credit Suisse Group und Vorsitzender des Beirats der Credit Suisse Deutschland. Seit Ende 2012 ist er als Senior Advisor bei der Investmentbank Moelis & Company tätig. Seit 2024 hat er bei Celonis ein Senior - Beratungsmandat inne.
Herbert Henzler hat Bücher und Beiträge zu Fragen der strategischen Unternehmensführung als auch zu wirtschafts- und gesellschaftspolitischen Themen veröffentlicht.

## Ehrungen
- 1997 Verdienstkreuz am Bande der Bundesrepublik Deutschland
- 2002 Bayerischer Verdienstorden
- Am 24. März 2011 erhielt Henzler das Verdienstkreuz 1. Klasse der Bundesrepublik Deutschland.[4]
- Die Marvin Bower Gesellschaft vergibt in Anerkennung seiner Verdienste das Herbert A. Henzler-Stipendium an engagierte Hochschulabsolventen mit überdurchschnittlichen Studienleistungen.[5]
- 2007 Gutenberg-Praktiker-Preis der Erich Schmalenbach Gesellschaft Köln
- 2016 Eigene Stiftung an der HfWU – Nürtingen
- 2019 „Trippen-Medaille“ der Handels-Hochschule Leipzig
- 2021 Ehrensenator der Hochschule für Wirtschaft und Umwelt Nürtingen-Geislingen

## Veröffentlichungen
Im eigenen Namen:
- Handbuch Strategische Führung, 1988, ISBN 3-409-19910-1.
- Europreneurs, 1997, ISBN 3-409-19179-8.
- Das Auge des Bauern macht die Kühe fett, 2005, ISBN 3-446-40216-0.
- Immer am Limit, Econ-Verlag, Düsseldorf 2011, ISBN 978-3-430-20093-6.
- Pushing the boundaries: Recollections of a Mckinsey Consultant, Lid Publishing, 2016, ISBN 978-1-910649-65-7.
- Führung? Führung! Bewährte Tugenden neu gedacht - aus dem Erfahrungsschatz eines Spitzenmanagers, 2019, ISBN 978-3446459380

Mit Lothar Späth:
- Sind die Deutschen noch zu retten?, 1993, ISBN 3-570-12064-3.
- Die zweite Wende, 1998, ISBN 3-88679-313-3.
- Jenseits von Brüssel, 2001, ISBN 3-430-14334-9.
- Countdown für Deutschland, 2002, ISBN 3-88680-576-X.
- Der Generationen-Pakt: Warum die Alten nicht das Problem, sondern die Lösung sind. Hanser, München 2011, ISBN 978-3-446-42348-0.